# Хурадо (Колумбія)
Хурадо́ (ісп. Juradó) — місто на північному заході Колумбії у департаменті Чоко.

## Географія
Хурадо знаходиться на тихоокеанському узбережжі у північній частині департаменту неподалік від панамського кордону.

### Клімат
| Клімат Хурадо           | Клімат Хурадо | Клімат Хурадо | Клімат Хурадо | Клімат Хурадо | Клімат Хурадо | Клімат Хурадо | Клімат Хурадо | Клімат Хурадо | Клімат Хурадо | Клімат Хурадо | Клімат Хурадо | Клімат Хурадо | Клімат Хурадо |
| Показник                | Січ.          | Лют.          | Бер.          | Квіт.         | Трав.         | Черв.         | Лип.          | Серп.         | Вер.          | Жовт.         | Лист.         | Груд.         | Рік           |
| Середній максимум, °C   | 29            | 30            | 30            | 29            | 28            | 28            | 28            | 28            | 28            | 28            | 28            | 28            | 28,5          |
| Середня температура, °C | 27            | 27            | 27            | 27            | 27            | 27            | 27            | 26            | 26            | 26            | 26            | 26            | 26,6          |
| Середній мінімум, °C    | 25            | 24            | 25            | 25            | 26            | 26            | 26            | 25            | 25            | 25            | 25            | 25            | 25,2          |
| Температура води, °C    | 27            | 27            | 26            | 27            | 28            | 28            | 28            | 28            | 28            | 28            | 27            | 27            | 27            |
| Норма опадів, мм        | 152.6         | 106.4         | 123.2         | 255.4         | 364.2         | 373.5         | 376.8         | 389.0         | 366.2         | 371.2         | 389.8         | 290.8         | 3559.1        |
| Днів з опадами          | 15,7          | 12,1          | 14            | 20,7          | 26,3          | 24,4          | 25,6          | 26,2          | 25,5          | 26,5          | 25,8          | 21,6          | 264,4         |
| ----------------------- | ------------- | ------------- | ------------- | ------------- | ------------- | ------------- | ------------- | ------------- | ------------- | ------------- | ------------- | ------------- | ------------- |
| Джерело: Weather Spark  |               |               |               |               |               |               |               |               |               |               |               |               |               |